# Tadeusz Natanson (wydawca)
Tadeusz Natanson (ur. 28 marca 1868 w Warszawie, zm. 26 sierpnia 1951 w Paryżu) – jeden z synów bankiera i kolekcjonera dzieł sztuki Adama Natansona, współwydawca (wraz z braćmi Aleksandrem (1867–1936) i Ludwikiem-Alfredem (1873–1932)) dwumiesięcznika literacko-artystycznego „La Revue blanche”, ukazującego się w latach 1889-1903.

## Życiorys
Ukończył paryskie Lycée Condorcet, gdzie spotkał przyszłych malarzy Edwarda Vuillarda, Maurice Denisa, pisarza Marcela Prousta i historyka Daniela Halévy.
W latach 1893–1905 był pierwszym mężem Misi, córki Cypriana Godebskiego, późniejszej Misi Sert.
Był zaprzyjaźniony z wybitnymi malarzami, m.in. Édouardem Vuillardem, Pierre Bonnardem, Henri de Toulouse-Lautreciem i Félixem Vallottonem, których gościł ich w swojej posiadłości w Villeneuve-sur-Yonne.